# Grigore Vasilache
Născut: 7.10 1959 în satul Mașcăuți, Criuleni, Republica Moldova, căsătorit, un copil. 
1980-1986 - inginer  programator, Inginer programator superior, Șef de grupă la Centrul de Calcul  Interuniversitar. 
1986 - 1990 - Șef al  cabinetului de informatică și tehnică de calcul la Institutul de perfecționare  a profesorilor. 
1990 - 2006 - Director la  Centrul Noilor Tehnologii Informaționale, Ministerul Educației. 
2006 - 2013 - Șef catedra,  Profesor de informatică, Coordonatorul Academiei Cisco, Director adjunct la Colegiul Financiar Bancar din Chișinău. 
2013 - Director la IPLT  “M. Eliade”, Ministerul Educației, Culturii și Cercetării, Direcția Generală Educație, Cultură, Tineret și Sport Primăria mun. Chișinău.
Dl Grigore Vasilache este o personalitate pozitivă, creativă, flexibilă și optimistă. Își manifestă calitățile personale în tot ce face ca profesionist virtuos, dotat cu răbdare, echilibru, inteligență, spirit de inițiativă, corectitudine, onestitate, punctualitate și responsabilitate. 
Pe lângă faptul că este un bun profesor de informatică, grad didactic superior, demonstrează eficiență și rezultate deosebite în activitatea managerială și de cercetare pedagogică, dorință de cunoaștere și evoluție în domeniul managerial publicând articole științifico-metodice din domeniul managementului educațional, are experiență de formator național. 
Se implică activ în realizarea de training-uri, seminare, mese rotunde, autor de idei inovatoare, implementate în practica educațională. Demonstrează abilități de muncă intelectuală, analiză, sinteză și comunicare eficientă la toate nivelurile. Este un conducător de excepție, dotat cu spirit organizatoric, comportament proactiv care acceptă și promovează schimbarea cu pași rapizi. A format un colectiv stabil cu o capacitate de muncă înaltă.
Participă în cadrul emisiunilor televizate cu referire la educație, promovează idei originale în contextul eficientizării procesului educațional actual. Are publicații în revistele de specialitate. 
Dl G. Vasilache s-a evidențiat ca un bun profesionist în domeniul IT, promovând proiectul de instalare WiFi în liceu și asigurând fiecare membru al corpului didactic cu calculatoare performante. A promovat proiectul ROBOTICA, care a demonstrat rezultate performante la diferite concursuri.
Este un director neordinar, cu o experiență bogată, o personalitate creativă, plină de energie. Pe parcursul a 5 ani de activitate în calitate de director al IPLT „M. Eliade” (2013- 2020), dl Grigore Vasilache a demonstrat dedicație și sacrificiu. Datorită efortului și implicării sale, instituția a progresat substanțial. Contribuie activ la instruirea și dezvoltarea profesională a tinerilor specialiști.
Crezul profesional este de a merge mereu înainte, de a obține performanțe noi în procesul educațional. Îi plac provocările, este o persoană competentă și organizată care duce la bun sfârșit orice activitate educațională începută. 
Promovează în activitate un management autentic manifestat prin colaborare și cooperare cu echipa managerială, cu colectivul didactic și personal nedidactic, cu organele ierarhic superioare și comunitate de părinți.
Implementarea cu succes a politicilor educaționale, consolidarea climatului pozitiv în colectiv, investiția în resursele umane ale instituției, capacitatea de conlucrare pe toate segmentele de către dl director au generat creșterea prestigiului și imaginii instituției. Tendința a tot mai multor părinți de a-și înmatricula copiii anume în această instituție constituie un merit ce denotă credibilitate prin faptul că această instituție propune o ofertă educațională de calitate.
    Fiind un model de om dotat cu altruism, entuziasm  și dragoste pentru copii în munca ce o realizează nu tăgăduiește să ia o atitudine, să fie principial și consecvent în realizarea documentelor de politici educaționale.